# Armed Response (film 2017)
Armed Response è un film del 2017 diretto da John Stockwell

## Trama
Una squadra di militari presente in un avanzato complesso militare isolato improvvisamente scompare. Il complesso ospita un'installazione di un'intelligenza artificiale denominata Temple, la quale è un formidabile e infallibile strumento al servizio degli interrogatori. Isaac, un militare commilitone della squadra scomparsa, contatta Gabriel, il programmatore di Temple, per formare un'altra squadra, insieme ad altri militari, al fine di entrare nel complesso e indagare. Poco tempo dopo il loro ingresso nel complesso, scattano allarmi di sicurezza e il gruppo rimane intrappolato all'interno. Ben presto vengono ritrovati, ad uno ad uno, i cadaveri della precedente squadra, uccisi da non si sa bene chi o cosa. Il ritrovamento di un terrorista afgano vivo all'interno di una vasca utilizzata per gli interrogatori non fa che aumentare gli interrogativi su cosa sia successo. Gabriel riesce ad accedere a Temple e poco alla volta riesce a capire la causa di tutto, e questo lo metterà in pericolo.